# Якуб (имя)
Я́куб (пол. , чеш. и словац. Jakub) — восточноевропейская форма библейского имени Яков.
Яку́б (араб. يعقوب‎) — арабская форма имени Яков, в арабском языке имя является однокоренным с глаголом «'кб» — «преследовать», «наказывать», и именами Укба и Укаб.

## Известные носители
- Якуб — исламский пророк, соответствует библейскому пророку Иакову.
- Якуб аль-Мансур (ок. 1160—1199) — третий эмир династии Альмохадов (1184—1199), при котором государство Альмохадов достигло вершины своего могущества.
- Якуб (Нация ислама).